# Alice Taglietti
Alice Taglietti (Brescia, 13 de junio de 2007) es una deportista italiana que compite en gimnasia rítmica, en la modalidad individual. Ganó una medalla de oro en el Campeonato Europeo de Gimnasia Rítmica de 2025, en la prueba de equipo.

## Palmarés internacional
| Campeonato Europeo | Campeonato Europeo | Campeonato Europeo | Campeonato Europeo |
| Año                | Lugar              | Medalla            | Prueba             |
| ------------------ | ------------------ | ------------------ | ------------------ |
| 2025               | Tallin (Estonia)   | Medalla de oro     | Equipo             |